# Gisella Azzi
Gisella Azzi (Como, Itàlia, 23 d'abril de 1912 - 24 de desembre de 2002) va ser una poetessa i escriptora italiana que va crear part de la seva obra en llengua llombarda.
Tot i que de jove s'havia graduat en piano al conservatori de Como i exercia com a professora de piano, va dedicar gran part de la seva vida a la llengua i a la literatura. Va publicar diverses antologies poètiques i va col·laborar amb televisions i ràdios locals i amb els diaris L'Ordine, La Provincia, Ul Tivan i la Rivista Como. També va ser fundadora i presidenta del Gruppo Letterario Àcàrya i fundadora de l'associació La Famiglia Comasca.
L'any 1995 va rebre el màxim reconeixement de la ciutat de Como, l'Abbondino d'oro.

## Obra
- 1957: Impressioni Comasche
- 1966: Canzunett al ciaar e al scuur
- 1968: Il mio fornitore di Brillanti
- 1968: Il Bottegone
- 1969: Il fiore nel bicchiere
- 1971: Vita col Duomo
- 1973: Il Furetto del Grattacielo
- 1974: Le indiscrezioni della Marietta
- 1982: I ponti d'oro
- 1984: Primavera in Gennaio
- 2003: L'Arz e la stela